# Bảng chữ cái Duy Ngô Nhĩ
Bảng chữ cái Duy Ngô Nhĩ là một ký tự chữ cái của tiếng Duy Ngô Nhĩ, một trong số ngôn ngữ thuộc ngữ hệ Turk và được nói tại Tân Cương, một khu vực chạy độc lập bởi Cộng hòa Nhân Dân Trung Hoa. Tiếng Duy Ngô Nhĩ được nói bởi nhóm dân tộc cùng tên và có truyền thống lâu đời. Nhưng ngày nay, một hình thức bắt nguồn từ bảng chữ cái Ả Rập lại là ký tự chính thức cho người Duy Ngô Nhĩ ở Tân Cương được sử dụng, mặc dù các bảng chữ cái khác được sử dụng bởi ngôn ngữ bên ngoài Tân Cương.

## Lịch sử

### Thế kỷ 5 đến 19
Có thời kỳ viết chính trong truyền thống văn học Duy Ngô Nhĩ. Lần đầu tiên bắt đầu vào thế kỷ thứ 5 với người Duy Ngô Nhĩ sử dụng bảng chữ cái Sogdia. Chữ viết này đã bị vô hiệu hóa trong thế kỷ 10, với người Duy Ngô Nhĩ được viết theo bảng chữ cái của tiếng Duy Ngô Nhĩ cổ đại, nhưng nó đã được sử dụng lại giữa thế kỷ 15 và 16. Trong khi chữ viết Sogdia vẫn còn được sử dụng, Bảng chữ cái Orkhon (bảng chữ cái Turk cổ đại) bắt đầu được sử dụng, hoạt động từ thế kỷ thứ 6 đến thế kỷ thứ 9.
Bảng chữ cái Sogdia cổ đại được sử dụng cho đến thế kỷ 18, được sử dụng cùng với một chữ viết bắt nguồn từ bảng chữ cái Ả Rập đi kèm với Hồi giáo vào thế kỷ 10. Bảng chữ cái này có nguồn gốc từ tiếng Ả Rập vẫn được sử dụng trong ngày nay, không giống như chữ viết của tiếng Duy Ngô Nhĩ cổ đại và vẫn được sử dụng cho đến ngày nay, mặc dù nó ít được sử dụng hơn vào giữa thế kỷ 20.
Bảng chữ cái Ả Rập được sử dụng ban đầu bởi Chagatai, được sử dụng để viết tiếng Duy Ngô Nhĩ và cũng là tiếng Sát Hợp Đài, nhưng nó đã bị sử dụng vào đầu những năm 1920 của thế kỷ 20, khi các vùng nói tiếng Duy Ngô Nhĩ đang nằm dưới sự thống trị của Liên Xô.  Các Syria bảng chữ cái cũng đã được sử dụng cho một số thời gian giữa thế kỷ V và XIX.

### Thế kỷ 20 và 21

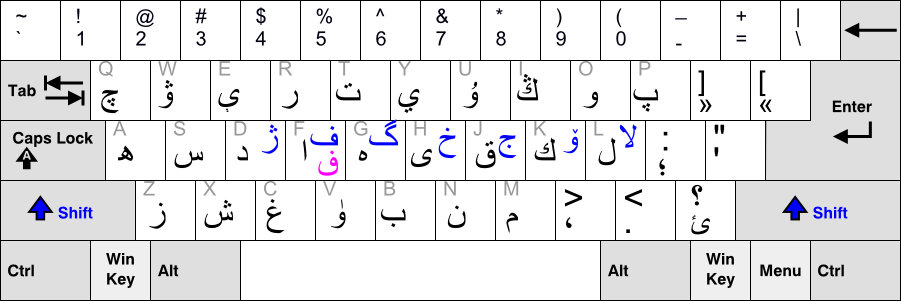
Bố trí bàn phím MS Windows tiêng Duy Ngô Nhĩ. Lưu ý rằng các nguyên âm vẫn đang sử dụng bỏi abjad từ chữ viết Ả Rập và không phải là các chữ cái đơn giản mới hơn cho các nguyên âm của bảng chữ cái Ả Rập Duy Ngô Nhĩ (bao gồm các cặp chữ Ả Rập (đậm), bắt đầu bằng alef với hamza, phải được nhập riêng trên bàn phím này trước nguyên âm thực tế). Trên thực tế, bàn phím cũng dựa trên bảng chữ cái Latinh (mờ) được sử dụng cho Tập lệnh mới Duy Ngô Nhĩ hỗn hợp và không cho phép nhập chính xác tất cả các nguyên âm cho bảng chữ cái tiếng Ả Rập hiện tại.

Chữ viết Duy Ngô Nhĩ đã trải qua nhiều thay đổi trong thế kỷ 20 chủ yếu là do các quyết định chính trị, do Liên Xô và Cộng hòa Nhân dân Trung Hoa gây ra. Liên Xô ban đầu tìm cách thực hiện bảng chữ cái Latinh, nhưng đã quyết định vào cuối những năm 1920 cho một bảng chữ cái có nguồn gốc từ Kirin, cái gọi là Uyghur Siril Yéziq, sợ rằng La Mã hóa (Latinh hóa) sẽ củng cố mối quan hệ của người Duy Ngô Nhĩ với các dân tộc Turk khác.
Năm 1949, với tuyên bố của Cộng hòa Nhân dân Trung Hoa dưới chế độ cộng sản, việc quảng bá chữ viết bắt nguồn từ bảng chữ cái Kirin cũng được bắt đầu. Tuy nhiên, với những căng thẳng giữa Trung Quốc và Liên Xô vào cuối những năm 1950, người Trung Quốc đã phát triển một bảng chữ cái mới dựa trên Bính âm và Kirin (về mặt cấu trúc các ký tự tương tự như bảng chữ cái Turk thống nhất), cái gọi là bảng chữ cái Latinh có ảnh hưởng Kirin (Yengi Yezigi). Sau này được người Trung Quốc quảng bá, trở thành chính thức và được sử dụng trong khoảng 10 năm.
Một bảng chữ cái như vậy dựa trên Bính âm trở nên không phổ biến và cách viết bắt nguồn từ bảng chữ cái tiếng Ả Rập đã được thực hiện một lần nữa, tuy nhiên, ở dạng sửa đổi so với cũ, hiện được gọi là Uyghur Ereb Yéziqi. Tuy nhiên, do tầm quan trọng ngày càng tăng của công nghệ thông tin, cần phải sử dụng lại bảng chữ cái Latinh đã được sửa đổi khi làm việc với máy tính. Điều này dẫn đến năm hội nghị từ năm 2000 đến 2001, từ đó bảng chữ cái Latinh, cái gọi là Uyghur Latin Yéziqi.

## Bảng chữ cái

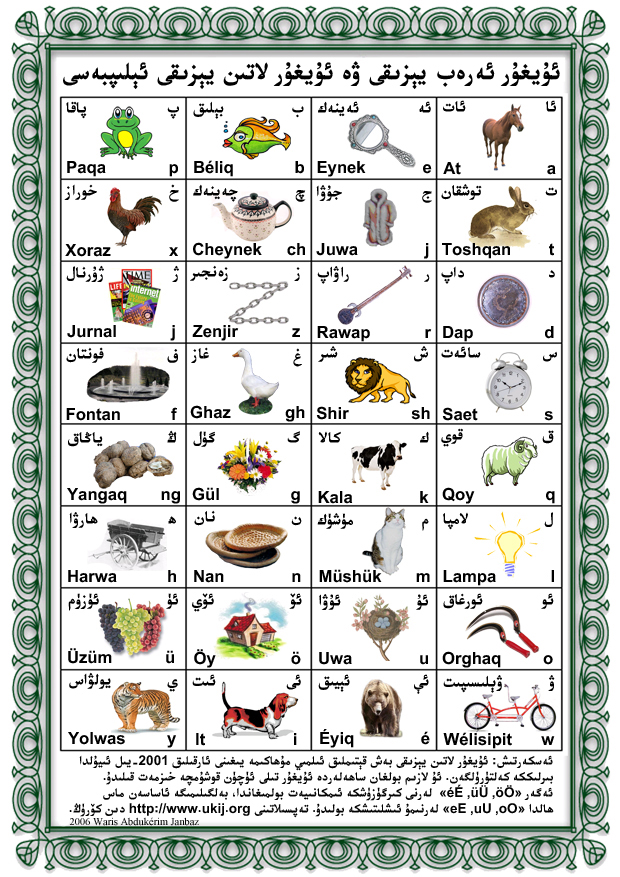
Bảng chữ cái hiện tại so sánh: Bảng chữ cái Ả Rập Duy Ngô Nhĩ, Bảng chữ cái Latinh Duy Ngô Nhĩ; Uyghur Ereb Yëziqi we Uyghur Latin alphabet sëlishturma ëlipbesi.

Ngày nay, ngôn ngữ Duy Ngô Nhĩ đang được viết bằng cách sử dụng bốn bảng chữ cái khác nhau, đó là:
- UEY, bảng chữ cái tiếng Ả Rập Duy Ngô Nhĩ, bảng chữ cái chính thức duy nhất ở tỉnh Tân Cương của Trung Quốc, và được sử dụng rộng rãi trong chính phủ, phương tiện truyền thông xã hội và trong cuộc sống hàng ngày rất phổ biến;
- ULY: bảng chữ cái tiếng Duy Ngô Nhĩ Latinh được giới thiệu vào năm 2008 và chỉ được sử dụng trong các lĩnh vực liên quan đến máy tính như một hệ thống chữ viết phụ trợ, nhưng ngày nay nó được sử dụng rộng rãi ở bên ngoài Trung Quốc, đặc biệt là ở các nước phương tây;
- UKY, bảng chữ cái Duy Ngô Nhĩ Kirin chủ yếu được sử dụng bởi người Duy Ngô Nhĩ sống ở các quốc gia Trung Á, đặc biệt là ở Kazakhstan;
- UYY: Tập lệnh mới Duy Ngô Nhĩ hỗn hợp cũ hơn, còn được gọi là Pinyin Yeziⱪi, UPNY, bảng chữ cái này cũng là cơ sở Latinh, hiện nay hầu hết mọi người sử dụng ULY thay vì UYY.

Trong bảng dưới đây, các bảng chữ cái được hiển thị cạnh nhau để so sánh, cùng với phiên âm trong Bảng chữ cái ngữ âm quốc tế. Nó chỉ được nhóm theo khoảng cách âm vị; mỗi bảng chữ cái có thứ tự sắp xếp riêng của nó. Một số mẫu thư được sử dụng cho các từ mượn (đáng chú ý là tên riêng) từ các ngôn ngữ khác, hoặc đôi khi được giữ từ các quy ước chỉnh hình cũ hơn, được hiển thị giữa các dấu ngoặc đơn.
| IPA  | UEY | UKY | UYY   | ULY   |
| ---- | --- | --- | ----- | ----- |
| /m/  | م   | М м | M m   | M m   |
| /n/  | ن   | Н н | N n   | N n   |
| /d/  | د   | Д д | D d   | D d   |
| /t/  | ت   | Т т | T t   | T t   |
| /b/  | ب   | Б б | B b   | B b   |
| /p/  | پ   | П п | P p   | P p   |
| /f/  | ف   | Ф ф | F f   | F f   |
| /q/  | ق   | Қ қ | Ⱪ ⱪ   | Q q   |
| /k/  | ك   | К к | K k   | K k   |
| /ŋ/  | ڭ   | Ң ң | Ng ng | Ng ng |
| /ɡ/  | گ   | Г г | G g   | G g   |
| /ʁ/  | غ   | Ғ ғ | Ƣ ƣ   | Gh gh |
| /h/  | ھ   | Һ һ | Ⱨ ⱨ   | H h   |
| /χ/  | خ   | Х х | H h   | X x   |
| /t͡ʃ/ | چ   | Ч ч | Q q   | Ch ch |
| /d͡ʒ/ | ج   | Җ җ | J j   | J j   |
| /ʒ/  | ژ   | Ж ж | Ⱬ ⱬ   | Zh zh |
| /z/  | ز   | З з | Z z   | Z z   |
| /s/  | س   | С с | S s   | S s   |
| /ʃ/  | ش   | Ш ш | X x   | Sh sh |
| /r/  | ر   | Р р | R r   | R r   |
| /l/  | ل   | Л л | L l   | L l   |

| IPA | UEY | UKY | UYY | ULY |
| --- | --- | --- | --- | --- |
| /ɑ/ | ئا  | А а | A a | A a |
| /ɛ/ | ئە  | Ә ә | Ə ə | E e |
| /e/ | ئې  | Е е | E e | Ë ë |
| /i/ | ئى  | И и | I i | I i |
| /ø/ | ئۆ  | Ө ө | Ɵ ɵ | Ö ö |
| /o/ | ئو  | О о | O o | O o |
| /u/ | ئۇ  | У у | U u | U u |
| /y/ | ئۈ  | Ү ү | Ü ü | Ü ü |

| IPA     | UEY | UKY | UYY | ULY |
| ------- | --- | --- | --- | --- |
| /j/     | ي   | Й й | Y y | Y y |
| /v/~/w/ | ۋ   | В в | V v | W w |

| IPA  | UEY | UKY | UYY     | ULY     |
| ---- | --- | --- | ------- | ------- |
| /ju/ | ي‍‍ۇ  | Ю ю | Y u y u | Y u y u |
| /ja/ | ي‍‍ا  | Я я | Y a y a | Y a y a |